# Великий терор (книга)
«Великий терор» — книга Роберта Конквеста. Вийшла друком в 1968.

## Історія
Роберт Конквест писав цю книгу з 1965 по 1968. Книга була видана в Америці, Азії, Західній Європі, де тоді потребували такого роду інформацію для правильного розуміння природи політичних процесів і репресій; потім ця робота стала розповсюджуватися в радянському самвидаві — його безстрашні перекладачі і розповсюджувачі жорстоко переслідувалися.

## Вихідні дані і анотація українського видання
Конквест Роберт. Великий терор. Сталінські чистки тридцятих років / Переклад з англійської Наталії Волошинович та Зорини Корабліної. — Луцьк: ВМА «Терен», 2009. — 880 сторінок. ISBN 978-966-2276-00-8
Книга Р. Конквеста «Великий терор» — вражаюче за своєю ґрунтовністю й фаховістю дослідження періоду сталінських репресій 30-х років XX століття. За допомогою наукових джерел, письмових свідчень очевидців та жертв терору, документів тієї епохи автор проливає світло на один із найбільш замовчуваних періодів історії СРСР. Погляд західного дослідника на перебіг подій особливо цікавий ще й тому, що це — незаангажований погляд зі сторони. А представлений у книзі аналіз терору як явища неодмінно стане ґрунтом для нових досліджень сучасних українських істориків. Для науковців, студентської молоді, широкого кола читачів.

## Видання книги
- Robert Conquest, The Great Terror: Stalin's Purge of the Thirties (1968)
- Robert Conquest, The Great Terror: A Reassessment, Oxford University Press, May 1990, hardcover, ISBN 0-19-505580-2; trade paperback, Oxford, September 1991, ISBN 0-19-507132-8